# Susanne Kelling
Susanne Kelling (geboren in Friedrichshafen) ist eine deutsche Mezzosopranistin und Professorin für Gesang an der Hochschule für Musik Nürnberg.

## Leben und Wirken
Susanne Kelling studierte Violoncello an der Hochschule für Musik und Tanz Köln und anschließend Gesang bei Klesie Kelly. Sie vervollständigte ab 1995 ihre dreijährige Gesangsausbildung an der Accademia di Santa Cecilia in Rom. Dort gab sie ihr Operndebüt als Dorabella in Così fan tutte und als Rosina im Barbiere di Siviglia.
Bereits während ihrer Ausbildungszeit wurde Susanne Kelling Solistin im Jungen Ensemble der Bayerischen Staatsoper in München. Seither ist sie immer wieder in bedeutenden Häusern zu Gast – u. a. an den Opern in Köln, Düsseldorf, Tokio, am Teatro San Carlo in Neapel, am Teatro Giuseppe Verdi in Triest, am Teatro Carlo Felice in Genua sowie am Teatro Regio in Turin, dem Teatro La Fenice in Venedig, in der Arena di Verona und am Staatstheater am Gärtnerplatz in München.
Neben ihrer Bühnentätigkeit unterrichtete Susanne Kelling Gesang an der Hochschule für Musik und Tanz Köln und gab an der Musikhochschule in Florenz Meisterkurse zum deutschen Lied. Mit Wirkung zum 1. Oktober 2014 wurde Susanne Kelling zur ordentlichen Professorin für das Hauptfach Gesang an der Hochschule für Musik Nürnberg berufen. Von 2017 bis 2021 war sie ebendort Vizepräsidentin. Zusätzlich zu ihrer Tätigkeit an der Hochschule für Musik Nürnberg gibt Susanne Kelling regelmäßig Meisterkurse im Rahmen der Holzhauser Musiktage am Starnberger See, an der Europäischen Akademie für Musik in Montepulciano, dem Conservatorio Benedetto Marcello in Venedig, am Conservatorio Luigi Cherubini in Florenz sowie der internationalen Musikbegegnungsstätte Haus Marteau.
Aufgrund ihres Einsatzes für die Beziehungen und die Verständigung zwischen Deutschland und Italien im musikalischen Bereich wurde Susanne Kelling 2010 mit dem Ordine della stella della solidarietà italiana (inzwischen: Ordine della Stella d’Italia), dem Bundesverdienstkreuz der Republik Italien, in der Klasse Cavaliere (Ritterin) ausgezeichnet.